# Boj o Dvořáka
Jako boj o Dvořáka je označován odborný muzikologický spor vedený na stránkách tehdejších, především muzikologických, časopisů v letech 1910–1914. Jádrem sporu byla otázka recepce díla českého skladatele Antonína Dvořáka. Skupina muzikologů soustředěná kolem Zdeňka Nejedlého totiž zpochybňovala Dvořákův význam a obviňovala jeho podpůrce z odsouvání díla Bedřicha Smetany v repertoárech českých hudebních institucí na vedlejší kolej. Tito muzikologové pak spor chápali spíše jako „Boj o Smetanu“.

## Průběh
Počátky sporu lze vysledovat již za života Antonína Dvořáka v díle estetika Otakara Hostinského a v prvních muzikologických pracích Zdeňka Nejedlého, kde byl Dvořákův přínos prezentován ve stínu významu Smetanova, ale ke zformování odpůrců stále častějšího obsazování Dvořákových skladeb došlo až 4. listopadu 1910 (6 let po skladatelově smrti) založením časopisu Smetana. Zde hojně publikovali Nejedlého žáci, z nichž nejvyhraněnějším přístupem k Dvořákovi vynikli Vladimír Helfert a Josef Bartoš, kteří se na sklonku roku 1912 ostře vymezili nejen proti svým odpůrcům, ale i proti samotnému Dvořákovi. Na to reagovali Dvořákovi příznivci protestem, který podepsalo třicet významných českých hudebních osobností, např. dirigent Václav Talich nebo skladatelé Josef Suk a Vítězslav Novák. Zatímco Nejedlého žáci na protest reagovali smířlivě, Nejedlý sám se o Dvořákovi vyjádřil asi nejcitovanějšími slovy celé aféry: „Mne Dvořák nezajímá…jest to odbytá mrtvá kapitola české hudby… Jest to balvan, jejž si mladý český hudebník musí odvalit z cesty, aby mohl dále.“
Polemika přetrvávala až do vypuknutí první světové války roku 1914. Ve své vrcholné fázi zabředla do bezpředmětných invektiv a ztratila tak na odbornosti. Vzájemná zášť se projevila i po válce, kdy Zdeněk Nejedlý napadal Dvořákova žáka a manžela Otýlie rozené Dvořákové Josefa Suka, a svého žáka  Václava Štěpána, který byl přitelem Josefa Suka a premiérovým inerpretem jeho klavírního díla. Nejeddlý zejména nesnášel skladbu "O matince", která byla inspirována právě Otýlií Sukovou-Dvořákovou. Nejedlý byl Dvořákovými příznivci  označen za strůjce boje proti Dvořákovi a jako jedna z příčin bývá uváděno Nejedlého neúspěšné požádání o ruku Dvořákovy dcery Otýlie Dvořákové, která se roku 1898 vdala za Josefa Suka. Podle Ústavu hudební vědy FF UK tato historka není podložena prameny. ,
Jiná pracoviště, např. Společnost Josefa Suka, pravdivost této historky potrvzují. Pronikla i do díla Josefa Škvoreckého (román Scherzo capriccioso). Odpůrci pravdivosti této historky nedokáží vysvětlit, proč se Nejedlý mstil lidem spojeným s Otýlií Sukovou-Dvořákovou.